# Юносуандо
Юносуандо (швед. Junosuando) — населённый пункт на северо-востоке Швеции. Расположен в коммуне Паяла лена Норрботтен. Население по данным на 2010 год составляет 322 человек; по данным на 2000 оно насчитывало 341 человек.
Расположен на реке Турнеэльвен, примерно в 10 км к северу от деревни Ловикка. Чуть выше Юносуандо Турнеэльвен образует вторую по объему (после Касикьяре в Южной Америке) бифуркацию в мире — более половины воды уходит в протоку Терендёэльвен, впадающую в Каликсэльвен.
Был основан в 1637 году человеком по имени Эрик Эрикссон — первым поселенцем этих мест.

## Население
| Год  | Население |
| ---- | --------- |
| 1970 | 503       |
| 1975 | 484       |
| 1980 | 418       |
| 1990 | 371       |
| 1995 | 392       |
| 2000 | 341       |
| 2005 | 345       |
| 2010 | 322       |

Источник: